# 大長九郎
大長 九郎（だいちょう くろう、1875年3月2日〈明治8年〉 - ）は、日本の武術家。力信流九代目師範。大日本武徳会剣道教士。全日本剣道連盟範士。

## 経歴
1875年3月（明治8年3月）岡山県御津郡牧石村に生まれる。
14歳より力信流の大江安左衛門吉光、大江和三郎に就いて柔術・剣術・棒術・居合術を修行し1897年（明治30年）に免許を授かった。また、竹内流の柔術の免許皆伝を持っていた。
1892年（明治25年）岡山市で柔術と角力の試合興行があり飛び入りで勝負を試みたが敗北した。遺憾のあまり、翌日また試合をしたところ引き分けとなったが、後でよく考えれば柔術ではなく経験によるものであると思った。柔術の中の角力に類する乱捕をもって向かわなければ十分の勝ちを得ることができず、また他流試合には必ず乱捕を行うことからも乱捕の必要を感じた。以降は形と乱捕を合わせて学び、その後角力と数回試合を行ったが負けを取ることはなかった。1984年（明治27年）より助教となり各支部を巡回して力信流の教授を行った。同年に早縄・十手。捕手術を学んだ。1920年12月（大正9年）柔道整復師の試験に合格した。